# Stanislav Balašov
Stanislav Balašov (in ucraino Станіслав Балашов?; Odessa, 2 giugno 1979) è un ex cestista ucraino.

## Carriera
Con l'Ucraina ha disputato tre edizioni dei Campionati europei (2001, 2003, 2005).